# Fritz Scheel

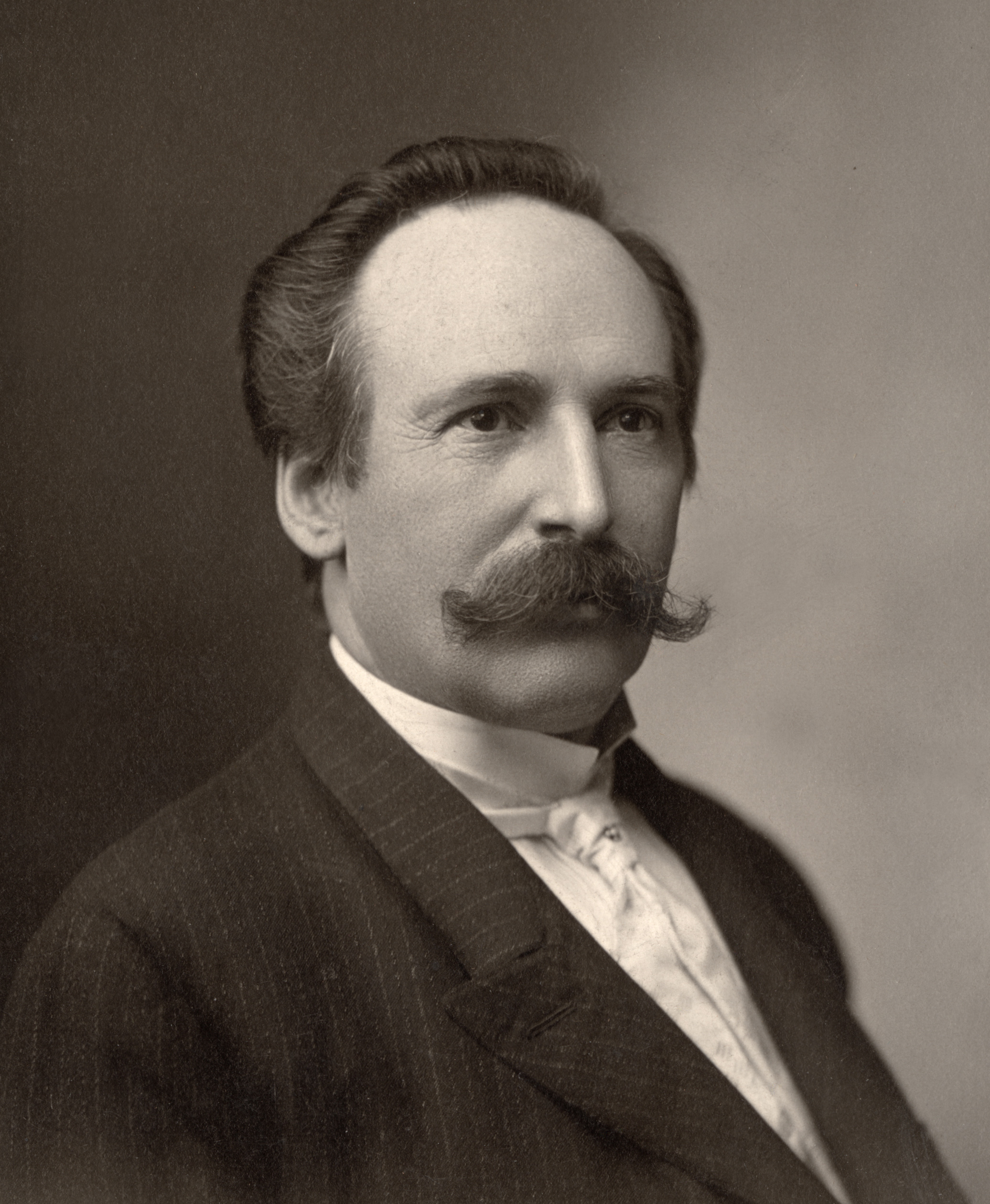
Fritz Scheel

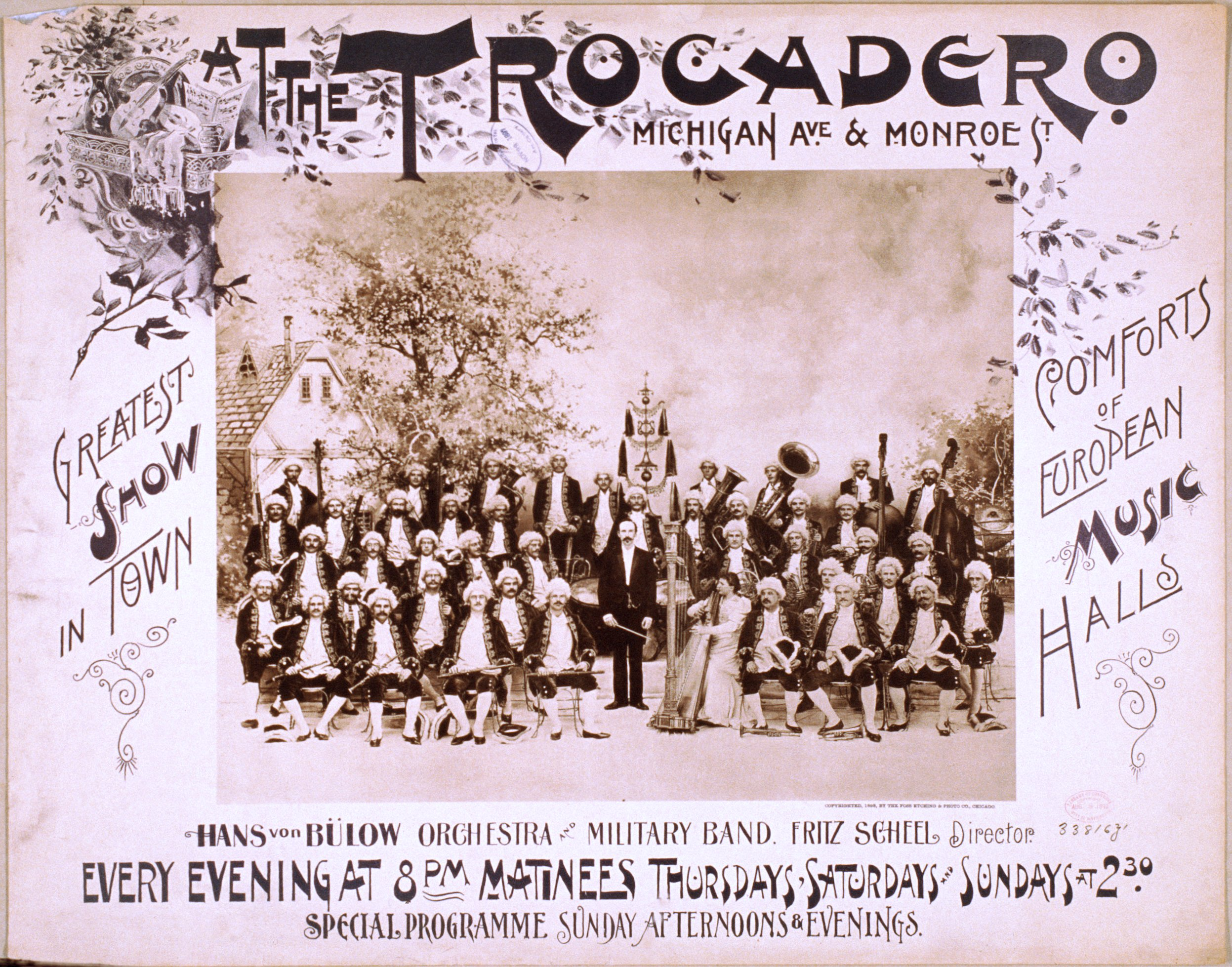
Bei der Weltausstellung in Chicago dirigierte Scheel das sog. "Hans von Bülow Orchester"

Johann Friedrich (Fritz) Ludwig Scheel (* 7. November 1852 in Fackenburg; † 13. März 1907 in Philadelphia) war ein deutsch-amerikanischer Dirigent. Er gründete das Philadelphia Orchestra.

## Leben

### Herkunft
Scheel stammte aus einer ärmlichen Familie, in der sich jedoch offenbar eine musikalische Begabung vererbte, denn es gingen mehrere Berufsmusiker aus ihr hervor, von denen Fritz Scheel der herausragendste war und über den deshalb auch am meisten bekannt ist. Er lernte von Kindheit an, verschiedene Instrumente zu spielen, am vollkommensten wohl Geige, später auch Klavier unter Ferdinand David. In den 1870er Jahren wurde er Orchestermusiker in Chemnitz und Schwerin, 1880 dann Musikdirektor des Chemnitzer Stadtorchesters. Seine musikalischen Leistungen wurden anerkannt, aufgrund von Differenzen mit der Stadtverwaltung und Teilen des Orchesters wurde er jedoch zum Ende März 1889 gekündigt. Von Chemnitz aus ging Scheel nach Hamburg, wo er in nicht völlig geklärter Weise mit dem berühmten Dirigenten Hans von Bülow zusammenarbeitete. Wegen dieser Unklarheiten ist es auch nicht zu entscheiden, ob zwischen dem krankheitsbedingten Ausscheiden Bülows aus dem Konzertbetrieb im Herbst 1892 und Scheels Auswanderung in die USA im Frühjahr 1893 ein Zusammenhang besteht.

### Emigration in die USA
Im April 1893 schiffte Scheel sich mit einem von ihm zusammengestellten Orchester von knapp 50 Musikern in Bremen ein, um bei der großen „World’s Columbian Exposition“ in Chicago (eine der herausragenden Weltausstellungen) zu konzertieren. Nach deren Ende löste sich das Orchester auf, vermutlich gehörten einige seiner Mitglieder aber zu dem „Imperial Vienna Prater Orchestra“, mit dem Scheel dann 1894/95 auf den Wintermessen in San Francisco musizierte.  Sein Erfolg dort ermutigte Scheel, ein rund 65 Mann starkes stehendes Orchester zu bilden, das er als „San Francisco Symphony Orchestra“ bis zur wirtschaftlich bedingten Auflösung des Orchesters 1899 leitete und mit dem er regelmäßig auftrat.

### Gründung des Philadelphia Orchestra
Noch 1899 dirigierte Scheel ein „The New York Orchestra“ benanntes Orchester innerhalb einer sommerlichen Konzertserie in Philadelphia. Die Qualität der Konzerte führte dazu, dass sich musikliebende Großbürger Philadelphias in einer Philadelphia Orchestra Association organisierten und Scheel mit der Gründung eines Orchesters beauftragten. Am 16. November 1900 leitete Scheel den ersten Auftritt des neu entstandenen Philadelphia Orchestra. In der Folgezeit baute er das erste solche professionelle Orchester auf, in einer damals schon über eine Million Einwohner zählenden Stadt, die vor allem kulturell stark von deutschen Einflüssen geprägt war. Scheel rekrutierte auf zwei Reisen 1901 und 1902 in Europa fähige Musiker für das neue Orchester, darunter auch seinen Bruder Julius, mit dem er bereits das erste Konzert gegeben hatte (zusammen mit dem später vor allem in den USA bekannten Solopianisten Ossip Gabrilowitsch). Mit dieser Rekrutierungspraxis machte Scheel sich unter den ansässigen, teilweise bereits quasi-gewerkschaftlich organisierten Musikern durchaus Feinde. Die Qualität seiner Orchesterarbeit und der Publikumserfolg seiner Konzerte hielt die Mäzene des Orchesters jedoch auf seiner Seite. Besonderen Rückhalt fand der als attraktiv geschilderte Dirigent, dessen Ehefrau mit den Kindern in Deutschland zurückgeblieben war, offenbar bei den einflussreichen großbürgerlichen Damenkränzen.

### Aufstieg und früher Tod
In der Folgezeit stieg Scheels Orchester sehr schnell zu einem auch von der anspruchsvollen New Yorker Kritik anerkannten Klangkörper auf und gastierte in umliegenden Städten, aber auch in New York. Als eine besondere Ehrung empfand Scheel es, dass er mit einem Teil des Orchesters zu einem offiziellen Anlass im Weißen Haus in Washington beim Präsidenten Theodore Roosevelt aufspielen durfte. Da Scheels Orchester zu einem großen Teil deutscher Herkunft waren, Deutsch demzufolge auch als Probensprache verwendet wurde, ist die Vermutung nicht aus der Luft gegriffen, dass es nicht zufällig Roosevelt war, unter dem gerade dieses Orchester geladen wurde: er war, verglichen mit seinen Vorgängern und Nachfolgern, der „deutschfreundlichste“ der amerikanischen Präsidenten jener Zeit.
Der Aufstieg Scheels fand 1907 dadurch ein Ende, dass sein Verhalten Anzeichen von Geisteskrankheit erkennen ließ; man schrieb sein Leiden einer Überarbeitung des rastlos Tätigen zu, offenbar handelte es sich jedoch um eine hirnorganische Erkrankung, die noch im selben Jahr, also vor Vollendung des 55. Lebensjahres, zum Tode führte.

## Wirken
Scheel darf wohl als typischer Vertreter der deutschen Kapellmeistertradition angesehen werden (als welchen ihn auch Arthur Rubinstein bezeichnete, der 1906 sein Amerikadebüt in New York unter ihm gegeben hatte), der ein guter Orchestererzieher war und sein „Handwerk“ beherrschte. Seine Programmgestaltung war musikalisch anspruchsvoll, bevorzugte das deutsche Repertoire und machte nur geringe Zugeständnisse an den populären Geschmack. Namhafte Solisten wie Fritz Kreisler und der Pianist und Komponist Edward MacDowell traten unter ihm auf, und es zeugt von dem in kurzer Zeit erworbenen guten Ruf des Orchesters, dass Richard Strauss es 1904 in vier Konzerten mit eigenen Werken dirigierte.
Scheel ist in der deutschen Musikgeschichtsschreibung fast völlig unbekannt, und der einzige Artikel in einem neueren Musiklexikon macht zum Teil irreführende Angaben. In amerikanischen Arbeiten zur Geschichte amerikanischer Orchester hingegen bleibt er nicht unerwähnt, und vor allem in Philadelphia ist er als Gründungsdirigent des zu den amerikanischen Spitzenorchestern zählenden Philadelphia Orchestra in Erinnerung, die auch durch einen nach ihm benannten Orchestersaal und ein in der „Academy of Music“ aufbewahrtes, 1908 aufwendig gestaltetes Bronzerelief wachgehalten wird.
Scheel hat wohl zeitübliche Orchesterarrangements verfasst, es ist bisher jedoch nur ein Druck bekannt.